# Ivan Šarčević
Ivan Šarčević (* 2. Februar 2001 in Wien) ist ein österreichisch-bosnischer Fußballspieler.

## Karriere

### Verein
Šarčević begann seine Karriere beim SV Wienerberg. Im März 2009 wechselte er in die Jugend des SK Rapid Wien. Im Jänner 2014 schloss er sich dem SC Team Wiener Linien an. Zur Saison 2017/18 wechselte er nach Deutschland in die B-Jugend des VfL Wolfsburg. In seiner ersten Spielzeit im Ausland kam er zu 23 Einsätzen für Wolfsburg in der B-Junioren-Bundesliga. Zur Saison 2018/19 rückte er in den Kader der U-19 auf, für die er in zwei Spielzeiten zu 28 Einsätzen in der A-Junioren-Bundesliga kam.
Zur Saison 2020/21 wechselte Šarčević zum Schweizer Zweitligisten FC Wil, bei dem er einen bis Juni 2022 laufenden Vertrag erhielt. Sein Debüt in der Challenge League gab er im September 2020, als er am ersten Spieltag jener Saison gegen den FC Aarau in der 89. Minute für Samuel Ballet eingewechselt wurde. Für Wil kam er bis Saisonende zu sieben Zweitligaeinsätzen. Zur Saison 2021/22 kehrte Šarčević nach Österreich zurück und schloss sich dem Zweitligisten SK Vorwärts Steyr an. Für Steyr kam er insgesamt siebenmal in der 2. Liga zum Einsatz. Im Februar 2022 wurde sein Vertrag bei den Oberösterreichern aufgelöst und er wechselte zum Regionalligisten Wiener Sport-Club. Für den WSC kam er zu sechs Einsätzen in der Regionalliga Ost.
Zur Saison 2022/23 zog er innerhalb der Stadt zum Ligakonkurrenten TWL Elektra weiter. Nach 27 Regionalligaeinsätzen für das TWL schloss er sich im Jänner 2024 dem fünftklassigen TSU Obergänserndorf an.

### Nationalmannschaft
Šarčević spielte im April 2017 erstmals für eine bosnische Jugendnationalauswahl. Zwischen Oktober 2017 und März 2018 kam er zu drei Einsätzen für die U-17-Auswahl. Danach vollzog er einen Verbandswechsel und kam fortan für österreichische Auswahlen zum Einsatz. Zwischen Oktober 2018 und Mai 2019 spielte er sechs Mal für die österreichische U-18-Mannschaft. Für das U-19-Team debütierte er im September 2019 gegen Zypern.